# Jutro jest dziś
Jutro jest dziś – singel zapowiadający projekt i trasę koncertową Męskie Granie 2013. Piosenkę wykonują dyrektorzy artystyczni przedsięwzięcia: rockowa wokalistka Katarzyna Nosowska i raper O.S.T.R. Premiera radiowa miała miejsce 10 czerwca 2013 w audycji "W tonacji Trójki" Programu III Polskiego Radia.

## Geneza
- O.S.T.R. o inspiracji:

Wszystko co robię, robię dla mojej rodziny. Stąd pomysł na utwór o tym, że wszystko przemija, że trzeba chwytać dzień takim, jakim jest dziś, a nie jakim może być jutro. To co możesz zrobić jutro, zrób dziś.

- Katarzyna Nosowska o swoim udziale w tekście[1]:

Dopisałam swój bardziej romantyczny, kobiecy komentarz.

## Twórcy
- Katarzyna Nosowska, O.S.T.R – głosy
- Andrzej Smolik – instrumenty klawiszowe, bas, programowanie
- Paweł Krawczyk – gitary, bas, programowanie
- Andrzej Smolik, Paweł Krawczyk – produkcja
- Andrzej Smolik – mix, mastering

## Notowania
| Lista                              | Pozycja |
| ---------------------------------- | ------- |
| Lista Przebojów Programu Trzeciego | 20      |

## Teledysk
Został opublikowany 11 czerwca 2013 w serwisie YouTube.